# روبرت إتش كرابتري
روبرت إتش كرابتري (بالإنجليزية: Robert H. Crabtree)‏ هو كيميائي وأستاذ جامعي بريطاني، ولد في 17 أبريل 1948 في لندن في المملكة المتحدة.